# Chloorprofam
Chloorprofam ({\displaystyle {\ce {C10H12ClNO2}}}), ook bekend als isopropyl-3-chloorfenylcarbamaat of CIPC, is een werkzame stof van een gewasbeschermingsmiddel (of pesticide), dat een onkruidverdelgende werking heeft, en behoort tot de chemische familie van de carbamaten.
Deze stof werd met name gebruikt als kiemremmingsmiddel voor de opslag van aardappelen. Het garandeert een opslagperiode van 6 tot 9 maanden, afhankelijk van de kiemkracht van het opgeslagen ras en de opslagtemperatuur. 
De Europese Commissie heeft het gebruik van CIPC vanaf 1 januari 2020 verboden na signalen van de EFSA, de Europese voedselveiligheidsautoriteit, dat CIPC schadelijker was dan tot dan aangenomen werd. Er bestaan alternatieven zoals het gebruik van muntolie (carvon).